# Европа (римская провинция)
Провинция Европа (лат. Provincia Europae) — провинция Поздней Римской империи и Византии, входила в состав диоцеза Фракия.

## История
Была основана в 314 году императором Диоклетианом (пр. 284—305), на территории совпадающей с сегодняшней европейской частью Турции. Столицей провинции был город Перинтос.
Граничила с римскими провинциями Гемимонт (на северо-западе) и Родопы (на западе). Европа являлась полуостровом и омывалась Чёрным морем на северо-востоке, Босфором на востоке, Мраморным и Эгейским морями на юге и юго-востоке.
Крупнейшим городом на побережье Чёрного моря был Салмидесс. На побережье Мраморного моря находились Перинтос, Селимбрия, Родосто, Каллиполь. На побережье Эгейского моря и в устье реки Эврос в Саросском заливе находился город Энос.